# 向秀
向秀（227年—272年），字子期，河内怀县（今河南武陟西南）人，魏晋玄学家、作家，竹林七贤之一。

## 生平
向秀好讀書，尤喜老莊之學，山濤曾經偶然間聽到向秀談論《莊子》，驚為天人，兩人遂結為忘年交，山濤更將向秀介紹給嵇康與阮籍。
與嵇康、呂安等人友善，在山陽隐居。嵇康鍛鐵，向秀便幫他佐鼓排；吕安種菜，向秀助其灌園，游離於仕途之外。
關於向秀在嵇康死前的職業有兩種說法。其一是據《晉書·向秀傳》中所記載之「上計吏」推測向秀當時是擔任地方小吏。另一說法是根據《太平御覽》引《向秀别傳》：“秀字子期，少为同郡山濤所知。又與譙國嵇康、東平呂安友善。其趨舍進止，無不必同。造事營生，業亦不異。”認為向秀當時並未擔任官職。
景元四年（264年），嵇康、呂安被司馬昭害死後，向秀選擇妥協應本郡的郡上計到洛陽任散騎侍郎、黃門散騎常侍、散騎常侍。受文王司馬昭召見，嘲諷：「聞君有箕山之志隱居的志向，何以在此？」，子期回答：「巢父、許由狷介之士潔身自好、孤傲不群，不足多慕。」文王大為讚賞。
向秀在朝只做官不做事，消極無為。泰始八年（272年），向秀去世。

## 哲學思想
主張本體論玄學，萬物自生、自化的崇有論哲學觀，驗證萬物「不生不化」同於「生化為本」之過程，探討「無待逍遙」及「與變升降」的立身處世哲理。《世說新語·言語》注引《向秀別傳》記載：「（秀）弱冠著《儒道論》，棄而不錄，好事者或存之。」向秀將自然與名教合而為一，化解儒、道兩家的分歧。
曾為《莊子》作注，初稿完成後嵇康、呂安兩人大為讚賞，《世說新語·向郭二莊》中認為魏晉時期以向秀所注之莊子最上，贊其為「妙析奇致，大暢玄風。」，向秀“逍遙”新義，使一代士人獲得了空前的解放感，從而振起玄風，但秋水、至樂領篇未注完向秀便辭世，郭象將其所注竊為己注而發表。
著《周易注》，傳稱「大義可觀」，現已亡軼。

## 文學作品
一、《思舊賦》以懷念亡友嵇康與呂安，分為「序言」與「正文」兩部分，序文回憶亡友彈琴之模樣以及其臨死之時所彈《廣陵散》，歌頌亡友之風度；正文虛實相間，描寫自身所處之艱難處境，借景抒情，後人評論道「向秀作思舊賦，家國萬端，生機變亂，不可勝說。然而鬱結者，欲說還休，休又難止。」
思舊賦：「余與嵇康、呂安居止接近，其人並有不羈之才。然嵇志遠而疏，呂心曠而放，其後各以事見法。嵇博綜技藝，於絲竹特妙。臨當就命，顧視日影，索琴而彈之。余逝將西邁，經其舊廬。於時日薄虞淵，寒冰悽然。鄰人有吹笛者，發音寥亮。追思曩昔游宴之好，感音而嘆，故作賦云：
將命適於遠京兮，遂鏇反而北徂。濟黃河以泛舟兮，經山陽之舊居。
瞻曠野之蕭條兮，息余駕乎城隅。踐二子之遺蹟兮，歷窮巷之空廬。
嘆黍離之愍周兮，悲麥秀於殷墟。惟古昔以懷今兮，心徘徊以躊躇。
棟宇存而弗毀兮，形神逝其焉如。昔李斯之受罪兮，嘆黃犬而長吟。
悼嵇生之永辭兮，顧日影而彈琴。託運遇於領會兮，寄余命於寸陰。
聽鳴笛之慷慨兮，妙聲絕而復尋。停駕言其將邁兮，遂援翰而寫心。」
二、《難嵇叔夜養生論》
反對嵇康《養生論》中「清虛靜泰，少思寡慾」之生活主張，闡述口思五味、目思五色乃自然之理，但必須以禮節之，強調「自然與名教合而為一」之思想，化解儒、道兩家之分歧。

## 評論
南朝 宋顏延之詩：「向秀甘淡薄，深心托毫素。探道好淵玄，觀書鄙章句。交呂既鴻軒，攀嵇亦鳳舉。流連河裡游，惻愴山陽賦。」
戴逵評向秀注《莊子》：「秀為此義，讀之者無不超然，若已出塵埃而窺絕冥，始了視聽之表，有神德玄哲，能遺天下，外萬物。雖復使動競之人顧觀所徇，皆悵然自有振拔之情矣。」
東晉謝靈運《辨宗論》評説：「昔向子期以儒道為一。」

## 延伸阅读
[在维基数据编辑]
 在维基文库阅读此作者作品
 《晉書·卷049》，出自房玄齡《晉書》

## 引用
- 《向秀別傳》:「秀字子期，河內人。少為同郡山濤所知。又與譙國嵇康、東平呂安、友善。並有拔俗之韻，其進止無不同，而造事營生業亦不異。常與嵇康偶鍛于洛邑。與呂安灌園于山陽，不慮家之有無，外物不足怫其心……後康被誅。秀遂失圖。乃應歲舉。到京師。詣大將軍司馬文王。文王問曰：『聞君有箕山之志。何能自屈』。秀曰：『常謂彼人不達堯意。本非所慕也。』一坐皆悅。隨次轉至黃門侍郎。散騎常侍。」
- 《世說新語》言語第十八則 ：嵇中散嵇康既被誅，向子期向秀舉郡計郡中計吏入洛，文王司馬昭引進，問曰：「聞君有箕山之志隱居的志向，何以在此？」 對曰：「巢父、許由狷介之士潔身自好、孤傲不群，不足多慕。」王大咨嗟贊賞。
- 晉書本傳：向秀，字子期，河內懷人也。淸悟有遠識，少爲山濤所知，雅好老莊之學。莊周著內外數十篇，暦世才士雖有觀者，莫適論其旨統也，秀乃爲之隱解，發明奇趣，振起玄風，讀之者超然心悟，莫不自足一時也。惠帝之世，郭象又述而廣之，儒墨之跡見鄙，道家之言遂盛焉。始，秀欲注，嵇康曰：「此書詎復須注，正是妨人作樂耳。」及成，示康曰：「殊復勝不？」又與康論養生，辭難往復，蓋欲發康髙致也。  康善鍛，秀爲之佐，相對欣然，傍若無人。又共呂安灌園于山陽。康既被誅，秀應本郡計入洛。文帝問曰：「聞有箕山之志，何以在此？」秀曰：「以爲巣許狷介之士，未達堯心，豈足多慕。」帝甚悅。秀乃自此役，作《思舊賦》云：「余與嵇康、呂安居止接近，其人並有不羈之才，嵇意遠而疎，呂心曠而放，其後並以事見法。嵇博綜伎藝，於絲竹特妙，臨當就命，顧視日影，索琴而彈之。逝將西邁，經其舊廬。于時日薄虞泉，寒冰淒然。鄰人有吹笛者，發聲寥亮。追想曩昔遊宴之好，感音而歎，故作賦曰：『將命適於遠京兮，遂旋反以北徂。濟黃河以泛舟兮，經山陽之舊居。瞻曠野之蕭條兮，息餘駕乎城隅。踐二子之遺跡兮，暦窮巷之空廬。歎《黍離》之湣周兮，悲《麥秀》於殷墟。惟追昔以懷今兮，心徘徊以躊躇。棟宇在而弗毀兮，形神逝其焉如。昔李斯之受罪兮，歎黃犬而長吟。悼嵇生之永辭兮，顧日影而彈琴。托運遇于領會兮，寄余命於寸陰。聽鳴笛之慷慨兮，妙聲絶而復尋。佇駕言其將邁兮，故援翰以寫心。』」  後爲散騎侍郎，轉黃門侍郎、散騎常侍，在朝不任職，容跡而已。卒於位。二子：純、悌。

1. ↑  《世說新語注·賞譽·第29》：竹林七賢論曰：「純字長悌，位至侍中。悌字叔遜，位至御史中丞。」晉諸公贊曰：「洛陽敗，純、悌出奔，為賊所害。」